# Rožanec
Rožánec je naselje v Sloveniji, v Beli Krajini.

## Zgodovina
Okolica vasi je bila poseljena že v antičnih časih, o čemer priča pogansko svetišče boga Mitre. Prvi zapisi o vasi segajo v leto 1342. Znano je, da je vas v tistem času obsegala tri kmetije, kdaj je bila zgrajena prva cerkev v vasi, pa ni znano. Nad mitrejem na zahodni strani vasi leži sredi pokopališča  novejša cerkev sv. Jurija z zvonikom na preslico in obokanim tristranim prezbiterijem ter oltarjem iz 19. stoletja. Zvon v zvoniku cerkve nosi letnico 1609.
Mimo mitreja je nekoč vodila rimska cesta, ki je vodila v Gradac in od tam naprej po dolini reke Kolpe naprej na današnje Hrvaško ozemlje.

## Geografija
Rožanec je gručasta vas na južnem obrobju Gorjancev, ki je na seznamu slovenskih spomeniško pomembnih krajev. Leži ob cesti Črnomelj - Črmošnjice in je od Črnomlja oddaljen pet kilometrov. Na zahodni strani nad železniško progo se začenja Kočevski Rog, na vzhodu pa se razprostirajo obsežni delno zamočvirjeni travniki. V bližini vasi teče studenec Vodice, nad vasjo pa se nahaja kraška podzemna jama, imenovana Selska jama.

## Znamenitosti
V bližini vasi je skrit mitrej, nekdanje pogansko svetišče, do katerega vodi markirana pot. Mitrej je reliefna podoba perzijskega sončnega boga Mitre s spremljevalci, ki ubija bika. Podoba je vklesana v navpično steno opuščenega antičnega kamnoloma, na zahodni strani ovalne vrtače Judovje, na njej pa je poleg reliefa Mitre, ki ubija bika vklesan latinski napis, ki pove, da so dali relief v skalo vklesati trije možje, Publius, Proculus in Firminus. Ostanki keramike in kurišča so potrdili domnevo, da so tu izvajali daritvene svečanosti. Skulptura je deloma uničena, njen odlitek pa hrani Belokranjski muzej v Metliki. Prostor okoli mitreja je bil v zgodovini večkrat prekopan, saj so ljudje verjeli, da je tam zakopano zlato tele.